# Andrea Adolfati
Andrea Adolfati (1721 o 1722, Venècia – Pàdua (Vèneto), 28 d'octubre, 1760), va ser un compositor italià que és especialment recordat per la seva producció en el gènere de l'òpera seria. Les seves obres són generalment convencionals i estilísticament semblants a les òperes del seu mestre Baldassare Galuppi. Tot i que la seva música seguia en gran manera la moda de la seva època, sí que va compondre dues melodies amb signes de temps inusuals per al seu dia: un aire en compasos e 5/4 i un altre en 7/4.
Adolfati va estudiar composició musical a Venècia amb el compositor Galuppi. Després d'acabar els seus estudis va esdevenir mestre de capella a la "Santa Maria della Salute", càrrec que va ocupar fins al 1745. Després va treballar en el mateix càrrec a la cort de Mòdena, on va fer el seu divertimento da camera "La pace fra la virtù e la bellezza", estrenada l'any 1746. Al voltant de la mateixa època va compondre algunes cançons i àries per a Lo starnuto di Ercole de Johann Adolph Hasse, que es van oferir al "Teatro San Girolamo" (un petit teatre situat al Palazzo Labia) el 1745 i durant el Carnaval de 1746.
El 1748 Adolfati va esdevenir mestre de capella a la Basílica de la "Santissima Annunziata del Vastato" de Gènova. El 30 de maig de 1760 va esdevenir mestre de capella de la catedral de Pàdua, succeint en aquest càrrec a Giacomo Rampini, que havia mort tres dies abans. Hi va romandre només un curt període, ja que també va morir només cinc mesos després.

## Òperes
- Artaserse (òpera seria, llibret per a Metastasio, 1741, Verona; en col·laboració amb Pietro Chiarini)
- La pace fra la virtù e la bellezza (divertiment de cambra, llibret elaborat per a Metastasio, 1746, Mòdena)
- Didone abbandonata (drama, llibret per a Metastasio, 1747, Venècia)
- Il corsaro punito (drama còmic, 1750, Pavia)
- Arianna (drama, llibret per Pietro Pariati, 1750, Gènova)
- La gloria e il piacere (introducció a la música de ball, 1751, Gènova)
- Adriano in Siria (drama, llibret per a Metastasio, 1751, Gènova )
- Il giuoco dei matti (comèdia per musica, 1751, Gènova)
- Ifigenia (drama per musica, 1751, Gènova)
- Ipermestra (drama, llibret per a Metastasio, 1752, Modena)
- Vologeso (drama, basat en Lucius Verus per Apostolo Zeno, 1752, Gènova)
- La clemenza di Tito (drama, llibret per a Metastasio, 1753, Viena)
- Sesostri re d'Egitto (drama, llibret d'Apostolo Zeno, 1755, Gènova)

## Altres treballs
- Miserere per a 4 veus i instruments
- Nisi Dominus per a 1 veu, baix continu
- Laudate a 4 veus
- In exitu per a 5 veus i instruments
- Domine ne in furore per a 4 veus i instruments
- 6 cantates per a soprano i instruments
- Già la notte s'avvicina (text de Metastasio)
- Filen, cru Fileno
- Perdono amata Nice (text de Metastasio)
- Ingratíssim Tirsi
- No, non turbarti, o Nice (text de Metastasio)
- Cantata per a 2
- Diverses àries
- 6 sonates per a 2 violins, 2 flautes, 2 trompes, fagot i contrafagot
- Simfonia en fa major
- Obertura en re major